# Ostentatio genitalium

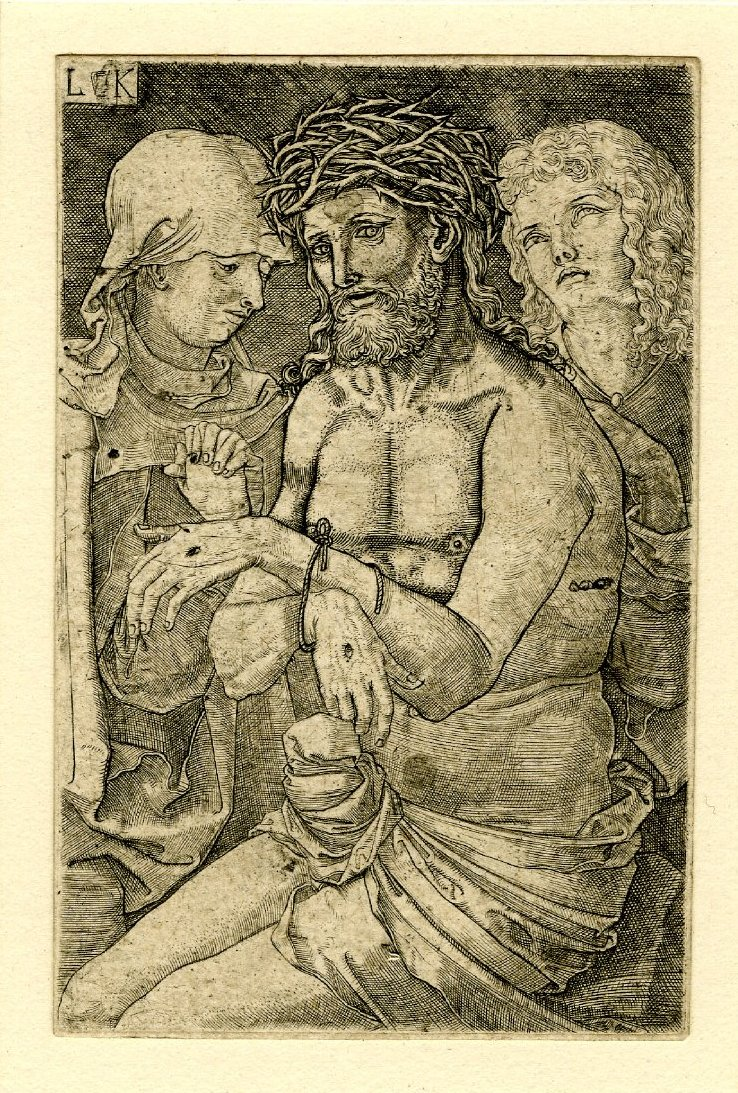
«Людина скорботи» Людвіга Круга з тканиною, яка ніби огортає ерегований член Ісуса

Ostentatio genitalium (лат. «відображення статевих органів») — це термін, введений Лео Штайнбергом у 1983 році, який стосується художнього акцентування на статевих органах (насамперед пенісі) Христа в картинах Відродження. Це може набувати форми відкритого показу, демонстративного положення рук, (само)дотику, великих драпірувань тощо. Термін адаптував існуючу в іконографії рису ostentatio vulnerum або «відображення ран», де Христос вказує на свою рану, як в епізоді Невіра Фоми, або зображення Людини Скорботи.

## Історія та опис
Ostentatio genitalium — тенденція, протилежна візантійській практиці зображення безстатевого Ісуса (зі сплощеним животом, прикритим вуалями), перші зразки якої відносять приблизно до 1260 року, набула популярності в епоху Відродження та зменшувалася в сімнадцятому сторіччі. Зокрема, в мистецтві 15-го та 16-го сторіч є численні приклади, коли геніталії були центром зображень не лише через їхнє положення, але й через перспективу, а також через майстерне розташування настегнової пов’язки, що зазвичай не зустрічалося в старому мистецтві. В принципі, статеві органи Христа показані відкритими на картинах з немовлям Ісусом, тоді як у сценах Страстей витончено драпіровані набедрені пов’язки підкреслюють область статевих органів. Історично ostentatio genitalium трактують як вираження найбільшого можливого самоприниження бога, який приймає смертну форму, яка, за словами Штейнберга, була «позбавлена гріха та ганьби».
До ширшого кола відповідних зображень входять портрети з обрізанням Ісуса, хоча на цих ренесансних картинах геніталії Христа часто прикриті (наприклад, рукою Марії). Мистецтвознавці, такі як Штейнберг, також бачать зв’язок між мотивом обрізання та деякими зображеннями Розп’яття, на яких кров, що витікає з бічної рани, тече по набедренній пов’язці, створюючи художній зв’язок між першою та останньою ранами. Подібний рівень значення демонструють зображення Покладення в труну, на якому рука померлого Христа лежить на його статевих органах.
Існує багато теорій про походження ostentatio genitalium. Одна з них пов’язує його з розквітом духовності францисканців у 13 столітті та його гаслом nudus nudum Christum sequi («голим слідувати за оголеним Христом»). Інші бачать це як частину руху Ренесансу до анатомічної правильності та натуралізму в мистецтві.
Історики мистецтва, такі як Жан-Клод Шмітт або Jérôme Baschet, також вважають символічною кастрацією прикривання статевих органів навмисно роздутою набедреною пов’язкою, водночас вони визнають фемінізацію тіла Христа в бічній рані, яка іноді зображується як жіночі статеві органи.
У мистецтві Відродження ostentatio genitalium уникає питання про сексуальність Христа, оскільки ерегований член зустрічається лише на дитячих портретах або на страждаючому чи вже померлому Христі, в останньому у значенні подолання смерті. Яскравим прикладом цього є «Людина скорботи» Мартена ван Хемскерка, бл. 1550 р., зі стигматами та терновим вінком. Іншими прикладами є «Людина скорботи» Людвіга Круга приблизно 1520 року та «Розп’яття Христа» Ганса Шойфеліна 1515 року. Вбудовуючи фалічні зображення Христа в скорботну історію Страстей, зображення водночас заперечують хіть і сексуалізацію. 